# Спіноне-аль-Лаго
Спіноне-аль-Лаго, Спіноне-аль-Лаґо (італ. Spinone al Lago) — муніципалітет в Італії, у регіоні Ломбардія, провінція Бергамо.
Спіноне-аль-Лаго розташоване на відстані близько 480 км на північний захід від Рима, 65 км на північний схід від Мілана, 21 км на схід від Бергамо.
Населення — 1018 осіб (2014).
Щорічний фестиваль відбувається 4 листопада. Покровитель — San Carlo.

## Демографія
Населення за роками:

Станом на 1 січня 2023 року в муніципалітеті офіційно проживали 73 іноземці з 18 країн, серед них 16 громадян країн Євросоюзу та 5 громадян України.

## Сусідні муніципалітети
- Б'янцано
- Казацца
- Гаверина-Терме
- Монастероло-дель-Кастелло
- Ранцаніко